# Wilhelm Schabel

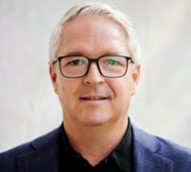
Wilhelm Schabel (2022)

Wilhelm Schabel (* 1973 in Codlea (Zeiden), Sozialistische Republik Rumänien) ist ein deutscher Hochschullehrer für Verfahrenstechnik und Professor für „Thin Film Technology“ am Karlsruher Institut für Technologie.

## Leben und Werdegang
Wilhelm Schabel wurde 1973 als drittes Kind von Erna und Wilhelm Schabel in der Kleinstadt Zeiden bei Kronstadt in Siebenbürgen geboren, wo er bis zur 3. Klasse in eine deutsche Grundschule ging. 1982 übersiedelte er mit seinen Eltern und den beiden Schwestern nach Deutschland. 1992 absolvierte er sein Abitur am Max-Planck-Gymnasium in Lahr.
Sein Diplom in Verfahrenstechnik legte Schabel 1998 ab. 2004 promovierte er mit Auszeichnung und wurde 2005 mit dem Carl-Freudenberg Preis vom Rektorat der Universität Karlsruhe (TH) ausgezeichnet. 2007 wurden seine wissenschaftlichen Arbeiten zur Filmtrocknung mit dem renommierten Arnold Eucken Preis und 2008 mit einem internationalen Nachwuchspreis dem L.E. Scriven Award in Los Angeles geehrt. Nach weniger als zwei Jahren Tätigkeit in der Industrie im Bereich der Beschichtungstechnik bei der Firma Lonza-Folien in Basel wurde Schabel 2009 ans Karlsruher Institut für Technologie berufen, wo er seit 2009 als Professor am Institut für Thermische Verfahrenstechnik die Arbeitsgruppe Thin Film Technology leitet. Die Professur wurde im Rahmen des KIT Zukunftskonzeptes neu eingerichtet und von den Firmen BASF, BAYER und ROCHE mehrere Jahre finanziert. 2012 erhält Schabel einen Ehrendoktor (Dr. h. c.) der Technischen Universität Gheorghe Asachi Iasi. 2019 erhielt Schabel die Venia Legendi. 2020 wurde er von der renommierten Universität Cambridge zum „Edwards Fellow“ ernannt und lehrt als Gastprofessor am „Edwards Centre for Soft Matters“, welcher dem Chemical Engineering dort eng verbunden ist. 

## Wissenschaftliche Tätigkeit

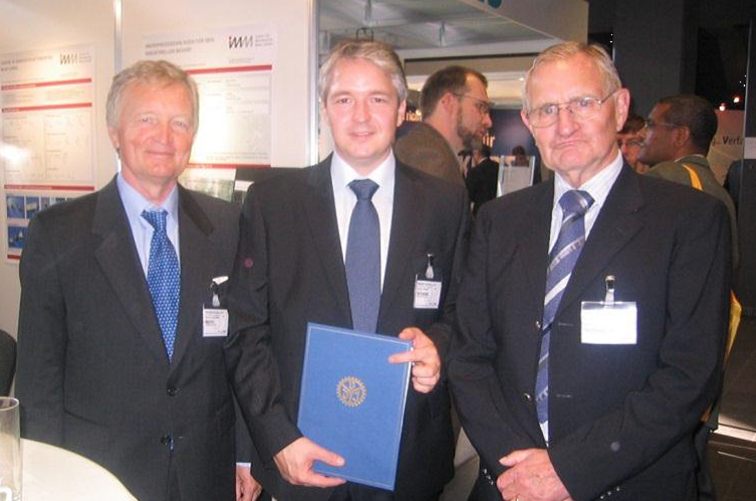
Ernst-Ulrich Schlünder, Wilhelm Schabel, Holger Martin (von rechts nach links)

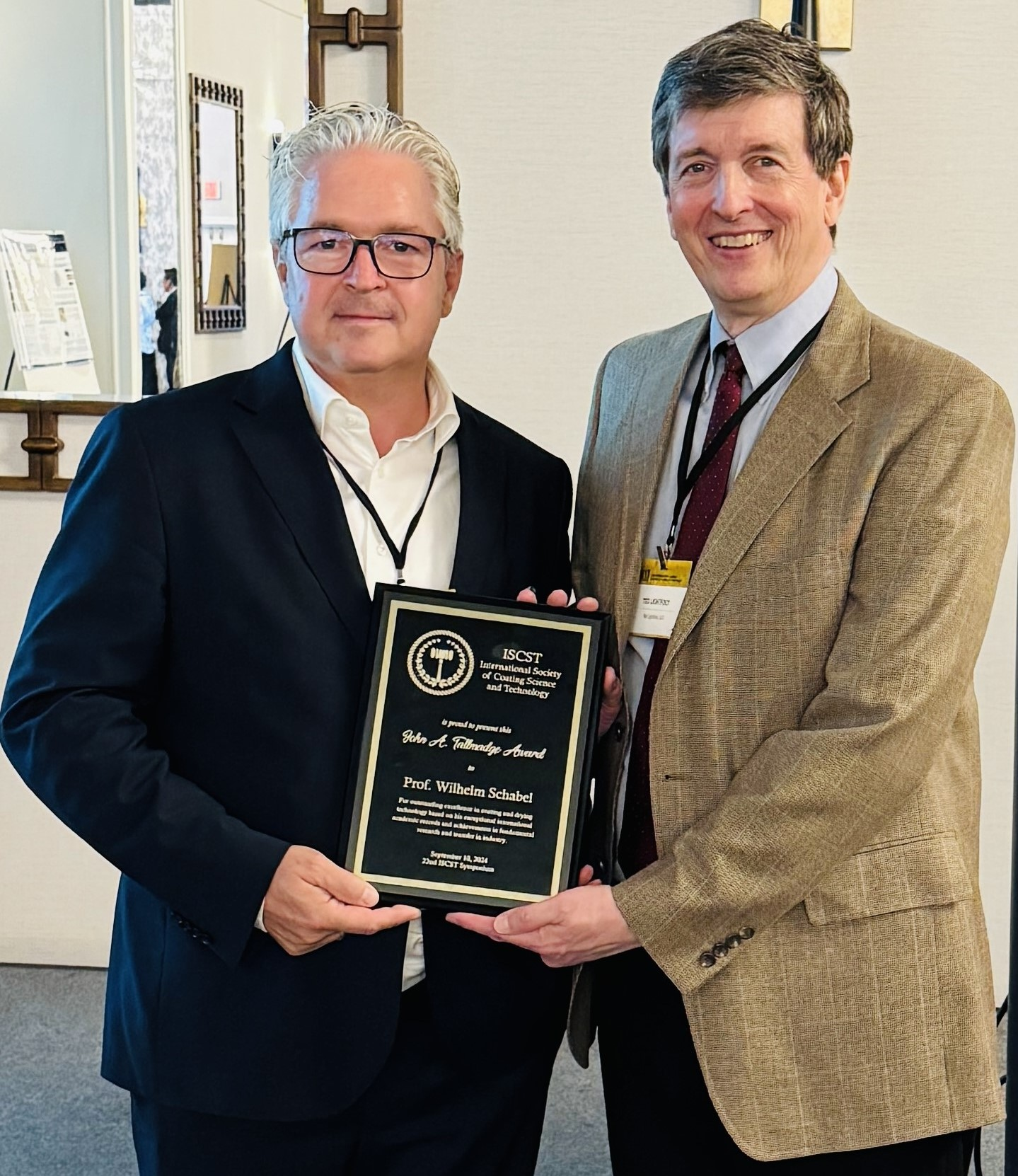
Schabel und ISCST-Präsident Ted Lightfoot (rechts)

Wilhelm Schabel lehrt u. a. Trocknungstechnik, Grundlagen der Wärme- und Stoffübertragung, Thermische Transportprozesse, Stoffübertragung für Fortgeschrittene an der Fakultät für Chemieingenieurwesen und Verfahrenstechnik des Karlsruher Institut für Technologie.
Weitere Tätigkeitsfelder (Auswahl):
- Autor für den VDI Wärme-Atlas: Abschnitte über den Wärme/Stoffübergang an Pralldüsen und über die Diffusion und Sorption in Polymer-Lösungen, 2008.
- Board of Directors International Society Coating Science and Technology (ISCST) seit 2008.
- Organisator und Symposium-Vorsitzender des European Coating Symposiums in Karlsruhe, 2009.
- Journal Editor: Chemical Engineering and Processing, Sonderdrucke in 2010, 2012.
- Internationales wissenschaftliches Komitee Mitglied des ICEEM (International Conference in Chemical Engineering and Environmental Science) seit 2012.
- Vizepräsident (Europa) der International Society of Coating Science & Technology seit 2012.
- Autor für das Heat Exchanger Design Handbook (HEDH), 2018 Abschnitte über „Impinging Jets“.
- Vizepräsident der European Coating Society seit 2018.
- Organisator und Symposium-Vorsitzender des European Coating Symposiums in Heidelberg, 2019.

## Auszeichnungen
- Carl Freudenberg Preis[7], Karlsruher Institut für Technologie, 2005.[6]
- Arnold-Eucken-Preis des VDI-GVC, Aachen, 2007.[6]
- L. E. Scriven Preis (ISCST), Los Angeles, 2008.[6]
- Ehrendoktor der Technischen Universität Gheorghe Asachi Iasi[8], 2012.[6]
- KIT Neuland Preis, Karlsruher Institut für Technologie, 2015.[6]
- „Excellence in Drying“ Auszeichnung, Award beim International Drying Symposium (IDS)[9]
- John A. Tallmadge Award in Coating Technology from ISCST/AIChE (2024).[10]

## Publikationen
h-Index: 33, mehr als 250 Publikationen und Artikel mit mehr als 3600 Zitationen.